# Metropolitan Detention Center, Los Angeles
Metropolitan Detention Center, Los Angeles (MDC Los Angeles) är ett federalt häkte och korttidsfängelse för manliga och kvinnliga intagna och är belägen i stadsdelen Downtown i Los Angeles, Kalifornien i USA. Den förvarade totalt 756 intagna för december 2022.
Häktet invigdes i december 1988 och kostade 36 miljoner amerikanska dollar att uppföra. Syftet var främst att minska på trycket av intagna på det federala fängelset Federal Correctional Institution, Terminal Island, som hade också varit ett federalt häkte sedan 1981.
Personer som har suttit häktade eller placerade på MDC Los Angeles är bland andra Olof K. Gustafsson, Max Hardcore och Kevin Mitnick.